# Cá mú dẹt
Cá mú/song dẹt, hay còn gọi là cá mú/song chuột, danh pháp là Cromileptes altivelis, là loài cá biển duy nhất thuộc chi Cromileptes trong họ Cá mú. Loài này được mô tả lần đầu tiên vào năm 1828.

## Từ nguyên
Swainson đã sử dụng cùng lúc cả hai cái tên Cromileptes và Chromileptes để gọi chi này. Cả hai tên này vẫn được sử dụng song song trong các tài liệu khoa học hiện đại. Tuy nhiên không rõ nguồn gốc từ nguyên của tên chi (dù là tên nào).
Từ định danh altivelis được ghép bởi hai âm tiết trong tiếng Latinh, altus ("cao") và velum ("cánh buồm"), hàm ý đề cập đến vây lưng của loài này cao hơn bất kỳ đồng loại nào trong chi Serranus vào thời điểm được mô tả.

## Phân loại
Một phân tích phát sinh chủng loài của Schoelinck và cộng sự (2014) cho rằng cá mú dẹt có quan hệ gần và lồng sâu trong chi Epinephelus, cụ thể là có tổ tiên chung gần nhất với Epinephelus polyphekadion.
Trước đó, Craig và Hastings (2007) đã đề xuất chuyển cá mú dẹt vào chi Epinephelus, nhưng do không có sự khác biệt đáng kể về hình thái giữa các chi Anyperodon, Cromileptes và Epinephelus mà Craig và cộng sự (2012) đã giữ lại Anyperodon và Cromileptes. Theo Ma và Craig (2018), cá mú dẹt có hình dạng đầu đặc biệt nhất trong số các loài cá mú (lõm sâu xuống về phía trước và nâng cao về phía sau), nhưng đặc điểm hình thái học khác biệt trong cùng một nhánh không phải là hiếm ở các loài cá.
Trong danh mục các loài cá mú của Parenti và Randall (2020), Cromileptes vẫn được công nhận là một chi đơn loài hợp lệ.

## Phạm vi phân bố và môi trường sống
Cá mú dẹt có phân bố ở khu vực Ấn Độ Dương - Thái Bình Dương, từ Bangladesh trải dài về phía đông, băng qua vùng biển các nước Đông Nam Á đến Fiji, ngược lên phía bắc đến Nam Nhật Bản, xa về phía nam đến Úc và Nouvelle-Calédonie. Ghi nhận ở của cá mú dẹt ở Sri Lanka và Ấn Độ cần được xét lại.
Cá mú dẹt nhiều lần được bắt gặp ở quần đảo Hawaii trong khoảng từ năm 1980 đến đầu thập niên 1990, nhưng từ sau nửa cuối thập niên 90, loài này không còn được nhìn thấy. Do đó, toàn bộ những ghi nhận về sự xuất hiện cá mú dẹt tại Hawaii đều được cho là cá cảnh thả ra biển.
Cá mú dẹt sống tập trung trên các rạn viền bờ và trong đầm phá, hoặc ở vùng đáy bùn và trong hồ thủy triều, độ sâu đến ít nhất là 40 m.

## Mô tả

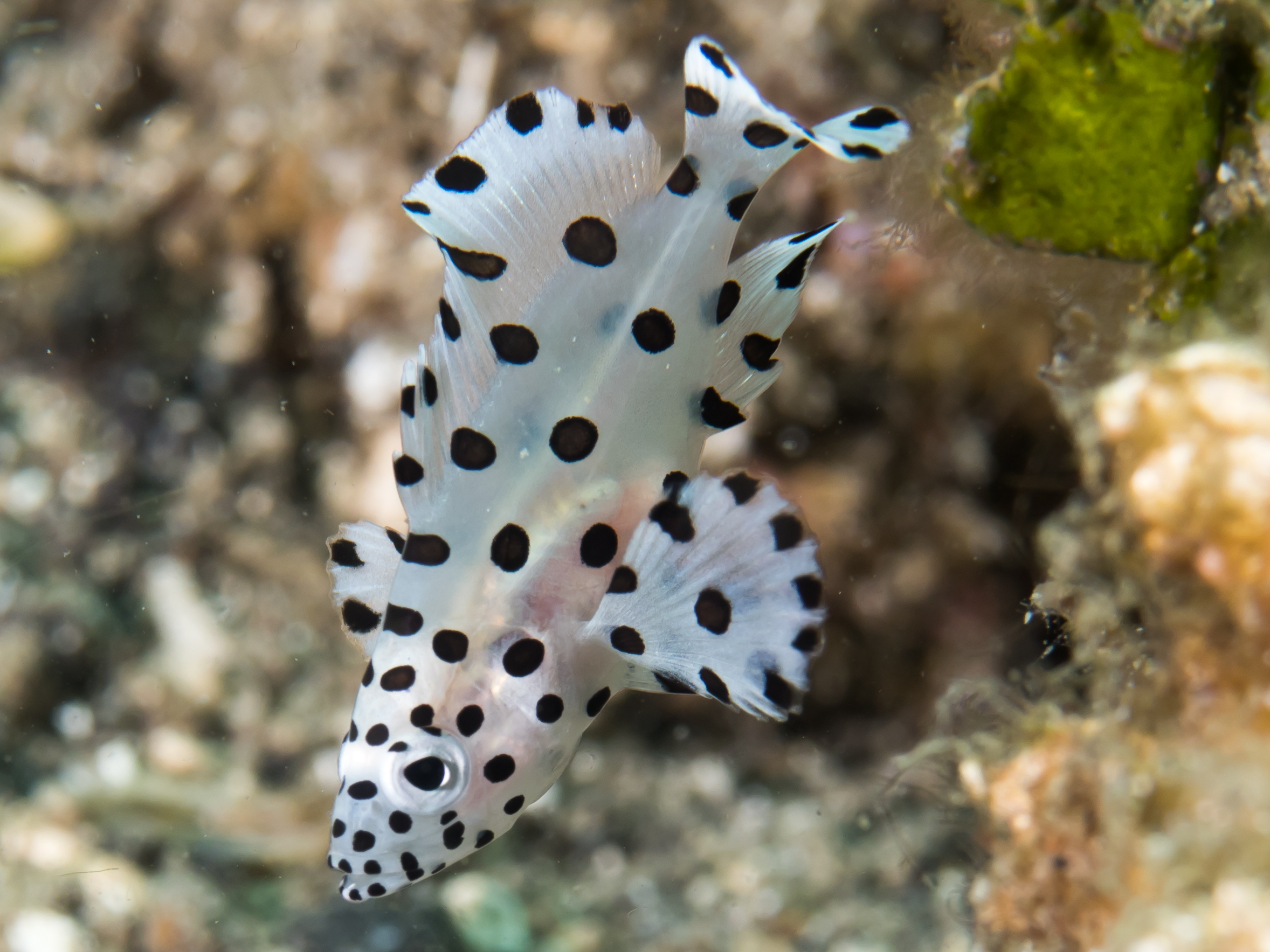
Cá con

Chiều dài cơ thể lớn nhất được ghi nhận ở cá mú dẹt là 70 cm. Cá mú dẹt có màu nâu lục nhạt, rất nhiều chấm tròn đen trên khắp cơ thể (vài chấm nằm trên một vệt màu tối lớn hơn).
Số gai ở vây lưng: 10; Số tia vây ở vây lưng: 17–19; Số gai ở vây hậu môn: 3; Số tia vây ở vây hậu môn: 9–10; Số tia vây ở vây ngực: 17–18; Số vảy đường bên: 54–62.

## Sinh học
Thức ăn của cá mú dẹt là những loài cá nhỏ hơn và động vật giáp xác. Theo nghiên cứu của Vũ Văn Sáng và cộng sự (2013), cá mú dẹt đạt hiệu quả ấp nở cao nhất tại nhiệt độ 28 °C và độ mặn 32 - 35‰. Tuổi lớn nhất được ghi nhận ở cá mú dẹt là 19 năm tuổi.

## Thương mại
Cá mú dẹt trưởng thành có giá trị thương mại cao. Đây là một trong những loài cá thực phẩm quan trọng nhất được nhập khẩu ở Hồng Kông, với nguồn cung chủ yếu từ Indonesia và Philippines.
Cá con là loài cá cảnh phổ biến và cũng được bán với giá cao.